# Тунунак (Аляска)
Тунунак (англ. Tununak, центр. юпик Tununeq) — статистически обособленная местность, который находится в зоне переписи Бетел, штат Аляска, Соединённые Штаты Америки. На переписи 2010 года население составляло 327 человек.

## География
Он расположен на северо-западной стороне острова Нельсон в Беринговом море. Это примерно в 5 милях (8,0 км) от ближайшего поселка Токсук-Бэй, и между двумя деревнями существует круглогодичная тропа.
По данным Бюро переписи населения США, CDP имеет общую площадь в 60,7 квадратной мили (157 км²), из которых 60,5 квадратной мили (157 км²) это земля и 0,2 квадратной мили (0,52 км²) от неё (0,33 %) — представляет собой воду.

## Демография
По данным переписи 2000 года в CDP насчитывалось 325 человек, 82 семьи и 59 семей. Плотность населения составляла 5,4 человека на квадратную милю (2,1 / км ²). Было 93 единицы жилья при средней плотности 1,5 / квадратных[что?] миль (0,6 / км²). Расовый состав CDP составлял 94,77 % коренных американцев, 3,08 % белых и 2,15 % от двух или более рас.
Было 82 семьи, из которых 47,6 % имели детей в возрасте до 18 лет, проживающих с ними, 50,0 % были женатыми парами, живущими вместе, у 7,3 % была мать-одиночка, а 28,0 % не имели семьи. 23,2 % всех домохозяйств состоят из отдельных лиц, а 1,2 % из них проживают в одиночку, кому было 65 лет и старше. Средний размер домохозяйства 3,96, а средний размер семьи 5,00.
В CDP население было распространено по следующим возрастным категориям: 42,5 % в возрасте до 18 лет, 10,8 % с 18 до 24, 26,8 % с 25 до 44, 12,9 % с 45 до 64 и 7,1 % в возрасте 65 лет и старше , Медианный возраст составлял 23 года. На каждые 100 женщин приходилось 139,0 мужчин. На каждые 100 женщин в возрасте 18 лет и старше приходилось 159,7 мужчин.
Средний доход для домашнего хозяйства в CDP составлял 25 000 долларов США, а средний доход для семьи составлял 26 500 долларов. У мужчин средний доход составил 18 125 долларов, против 0 долларов для женщин. Доход на душу населения для CDP составил 7 653 долл. США. Около 29,6 % семей и 30,8 % населения были ниже черты бедности, в том числе 37,9 % из них моложе 18 лет и 50,0 % из тех, кто в возрасте 65 лет и старше.